# منطقة هاردوي
هاردوي رمزها «HR» (بالإنجليزية: Hardoi)‏ ، هو تقسيم إداري لدولة الهند تتبع ولاية أتر برديش (بالإنجليزية: Uttar  Pradesh)‏ ، مركزها هو مدينة هاردوي (بالإنجليزية: Hardoi)‏ عدد سكانها حسب تعداد سنة 2001 هو 3,397,414 ، مساحتها 5,986 كم² وكثافة السكان 568 لكل كم² .

## أعلام
- بابو خان